# Petr Čoupek
Petr Čoupek (* 10. Mai 1982 in Brünn) ist ein tschechischer Fußballspieler.

## Spielerkarriere
Petr Čoupek spielte in seiner Jugend für den FC Brünn. 1999 wechselte der Abwehrspieler, der auch im Mittelfeld eingesetzt werden kann, zu Bayer 04 Leverkusen. Bei Bayer kam er zunächst in der Jugend zum Zuge und wurde 2000 unter Trainer Thomas Hörster Deutscher Meister der A-Junioren. Ab der Saison 2000/01 wurde er in der Amateurmannschaft des Vereins eingesetzt und machte für Bayer in drei Spielzeiten insgesamt 79 Spiele und schoss ein Tor. Während dieser Zeit stieg Čoupek mit der Reserve der Leverkusener aus der Oberliga Nordrhein in die Regionalliga Nord auf, in der er zwischen 2001 und 2003 in insgesamt 55 Spielen zum Einsatz kam.
2003 wechselte der Linksfuß zum FC Slovácko, für den er in der Gambrinus Liga debütierte. Im August 2005 unterschrieb Čoupek einen Dreijahresvertrag bei Baník Ostrava. Im Sommer 2008 wechselte er zu seinem ehemaligen Jugendverein 1. FC Brünn.